# パハール岩塩
パハール岩塩（パハールがんえん）は、オフィスツーワンが販売するパキスタン産の岩塩である。Paharはウルドゥー語で山という意味。
約6億年前カンブリア紀に存在した太古の海が長い年月を経て化石となり、現在のパキスタン中部パンジャーブ州の大地に天然岩塩の山として埋まっている。

## 伝説
今から遡ること2300年以上、マケドニア王国のアレクサンダー大王の軍隊が東方遠征のため、現在のパキスタンまで到達しました。現在のパキスタン中部を行軍中、大王の愛馬が地面から口を離さずしきりに何かを嘗めていました。最初は普通に草を食べていると思っていた大王も愛馬の異常な行動を不審に思い、兵士の一人に土を掘るように命じました。兵士は言われるがままその地を掘って見たところ、掘り出された物がピンク色の岩塩でした。ローマ帝国においても塩は貴重であり専売制が設けられていたため、これは大発見でした。その後岩塩の中でも特にピンク色のものは大王によって寵愛されていたという伝説があります。